# Emelie Wikström
Emelie Wikström (Sävsjö, 2 ottobre 1992) è un'ex sciatrice alpina svedese.

## Biografia

### Stagioni 2008-2013
Emelie Wikström ha esordito in gare agonistiche internazionali il 17 novembre 2007 sulle nevi di casa di Tärnaby, giungendo 21ª in uno slalom speciale valido come gara FIS. Il 26 gennaio successivo ha partecipato alla sua prima prova di Coppa Europa, lo slalom speciale di Lenggries che ha chiuso al 48º posto, e ha colto il suo primo podio nel circuito continentale il 27 novembre 2008 a Trysil nella medesima specialità. Ha debuttato in Coppa del Mondo nello slalom speciale del 30 gennaio 2009 a Garmisch-Partenkirchen, non riuscendo a qualificarsi per la seconda manche; in seguito ha preso parte ai Mondiali juniores di Garmisch-Partenkirchen, ottenendo come miglior risultato il 27º posto sia nella discesa libera sia nella slalom speciale. 
Il 30 novembre dello stesso anno, a Funäsdalen, ha conquistato il suo primo successo in Coppa Europa, in slalom speciale. Il 29 dicembre 2010 ha conquistato i primi punti in Coppa del Mondo, chiudendo al 13º posto lo slalom speciale di Semmering, e nella stessa stagione ha partecipato ai Mondiali di Garmisch-Partenkirchen 2011 (24ª nello slalom speciale); il 3 febbraio 2012 ha colto la seconda e ultima vittoria in Coppa Europa, a San Candido in slalom speciale, e il 17 marzo successivo ha ottenuto il miglior piazzamento in Coppa del Mondo, a Schladming nella medesima specialità (4ª). 

### Stagioni 2014-2021
Ha debuttato ai Giochi olimpici invernali a Soči 2014, dove si è piazzata 6ª nello slalom speciale. Ai Mondiali di Sankt Moritz 2017 ha vinto la medaglia di bronzo nella gara a squadre (partecipando come riserva) e si è classificata 8ª nello slalom speciale; l'11 marzo dello stesso anno ha bissato il suo miglior piazzamento in Coppa del Mondo, a Squaw Valley in slalom speciale (4ª), e ai XXIII Giochi olimpici invernali di Pyeongchang 2018, sua ultima presenza olimpica, si è classificata 12ª nello slalom speciale.
Nel 2021 ha conquistato l'ultimo podio in Coppa Europa, il 22 gennaio a Gstaad in slalom speciale (3ª), e ai successivi Mondiali di Cortina d'Ampezzo 2021, suo congedo iridato, si è piazzata 15ª nella medesima specialità. Si è ritirata al termine di quella stessa stagione 2020-2021; la sua ultima gara in Coppa del Mondo è stata lo slalom speciale di Åre del 13 marzo (27ª) e la sua ultima gara in carriera è stata lo slalom speciale dei Campionati svedesi 2021, disputato nella medesima località il 28 marzo e non completato dalla Wikström.

## Palmarès

### Mondiali
- 1 medaglia:
  - 1 bronzo (gara a squadre a Sankt Moritz 2017)

### Coppa del Mondo
- Miglior piazzamento in classifica generale: 41ª nel 2017

#### Coppa del Mondo - gare a squadre
- 1 podio:
  - 1 vittoria

### Coppa Europa
- Miglior piazzamento in classifica generale: 13ª nel 2010
- 14 podi:
  - 2 vittorie
  - 4 secondi posti
  - 8 terzi posti

#### Coppa Europa - vittorie
| Data             | Località    | Paese  | Specialità |
| ---------------- | ----------- | ------ | ---------- |
| 30 novembre 2009 | Funäsdalen  | Svezia | SL         |
| 3 febbraio 2012  | San Candido | Italia | SL         |

Legenda:

SL = slalom speciale

### Nor-Am Cup
- Miglior piazzamento in classifica generale: 55ª nel 2015
- 1 podio:
  - 1 terzo posto

### Campionati svedesi
- 13 medaglie[2]:
  - 2 ori (supercombinata nel 2011; slalom speciale nel 2017)
  - 6 argenti (discesa libera, supercombinata nel 2009; supergigante nel 2011; slalom speciale nel 2015; slalom speciale nel 2016; slalom speciale nel 2019)
  - 5 bronzi (discesa libera, slalom speciale nel 2010; discesa libera nel 2011; slalom speciale nel 2011; slalom speciale nel 2014)